# Filharmonični vrt, Baku
Filharmonični vrt (azerbajdžansko: Filarmoniya Bağı), včasih imenovan Guvernerjev park, je park v Bakuju v Azerbajdžanu, ki leži poleg      Bakujske trdnjave.
Park je bil ustanovljen leta 1830. Kapitani ladij, ki so prihajali iz Irana, so morali prinesti vrečo zemlje, da bi jo dodali parku. V šestdesetih in sedemdesetih letih 19. stoletja je bil povečan na 4,6 hektarja (11 akrov). Park se je prvotno imenoval Mixaylov bağı, Mikhaelovski vrt, po guvernerju. V začetku 20. stoletja so v parku nameravali urediti koncertno dvorano, a so zaradi načrtovanega poseka dreves za izgradnjo, načrt opustili. Zgrajen je bil poletni paviljon. Park je bil obnovljen v sedemdesetih letih dvajsetega stoletja, nato pa so ga po ukazu predsednika Ilhama Alijeva od leta 2007 dalje še dodatno obnavljali. Dodan je bil staromoden vodnjak, ki ga je zasnovalo francosko podjetje Inter Art.